# Bad Blood 2004
Bad Blood 2004 was een professioneel worstel-pay-per-viewevenement dat georganiseerd werd door World Wrestling Entertainment (WWE). Dit evenement vond plaats in de Nationwide Arena in Columbus (Ohio) op 13 juni 2004.

## Resultaten
| Nr.                                                                          | Match | Winnaar(s)                                              |
| ---------------------------------------------------------------------------- | --- | ------------------------------------------------------- |
| -                                                                            | Batista vs. Maven in een een-op-eenmatch                                                                                             | Batista                                                 |
| 1                                                                            | La Résistance vs. Chris Benoit & Edge in een tag team match voor het World Tag Team Championship                                     | Chris Benoit & Edge (nc); diskwalificatie La Résistance |
| 2                                                                            | Chris Jericho vs. Tyson Tomko (met Trish Stratus) in een een-op-eenmatch                                                             | Chris Jericho                                           |
| 3                                                                            | Randy Orton (c) vs. Shelton Benjamin in een een-op-eenmatch voor het WWE Intercontinental Championship                               | Randy Orton (c)                                         |
| 4                                                                            | Victoria (c) vs. Lita vs. Trish Stratus (met Tyson Tomko) vs. Gail Kim in een Fatal Four-Way match voor het WWE Women's Championship | Trish Stratus (nc)                                      |
| 5                                                                            | Eugene vs. Jonathan Coachman in een een-op-eenmatch                                                                                  | Eugene                                                  |
| 6                                                                            | Chris Benoit (c) vs. Kane in een een-op-eenmatch voor het World Heavyweight Championship                                             | Chris Benoit (c)                                        |
| 7                                                                            | Triple H vs. Shawn Michaels in een Hell in a Cell match                                                                              | Triple H                                                |
| (c) huidige kampioen voor en na de match \| (nc) nieuwe kampioen na de match | |                                                         |